# Hara Natsumi
Hara Natsumi (原 奈津美, sinh ngày 18 tháng 8 năm 1988) là một cựu cầu thủ bóng đá nữ người Nhật Bản.

## Đội tuyển bóng đá nữ quốc gia Nhật Bản
Hara Natsumi thi đấu cho đội tuyển bóng đá nữ quốc gia Nhật Bản từ năm 2005.

## Thống kê sự nghiệp
| Nhật Bản  | Nhật Bản | Nhật Bản |
| Năm       | Trận     | Bàn      |
| --------- | -------- | -------- |
| 2005      | 1        | 0        |
| Tổng cộng | 1        | 0        |